# Rasbora borapetensis

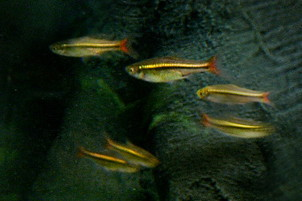

Rasbora borapetensis és una espècie de peix cipriniforme de la família dels ciprínids.

## Etimologia
Borapetensis prové de l'indret on fou descoberta: el llac Borapet a la província de Nakhon Sawan (Tailàndia).

## Morfologia
Els mascles poden assolir els 6 cm de longitud total. Cos allargat i afuat. Aletes sovint desplegades, alçades, transparents i incolores (llevat del lòbul inferior de la caudal, el qual presenta un tint vermellós). Color fonamentalment verd groguenc i amb una línia horitzontal bruna. Dimorfisme sexual no aparent.

## Distribució geogràfica
Es troba als pantans i masses d'aigua estancada de poca fondària (estanys, séquies, canals, marges dels embassaments, etc.) de Cambodja, Laos, Tailàndia, el Vietnam, Malàisia (la part peninsular, Sabah i Sarawak), Brunei, Indonèsia (Borneo i Sumatra), incloent-hi el riu Mekong. Ha estat introduïda a les illes Filipines i Singapur. Migra als rius durant les èpoques d'inundacions per utilitzar-los com a vies de pas.

## Estat de conservació
Les seues principals amenaces són la contaminació i la degradació de les zones humides.

## Observacions
Es tracta d'una espècie popular en aquariofília i exportada en gran quantitat des del principal país exportador: Tailàndia. Les exportacions d'exemplars silvestres són cada vegada més rares a mesura que augmenta la producció de peixos criats en captivitat.